# Jean de La Forêt

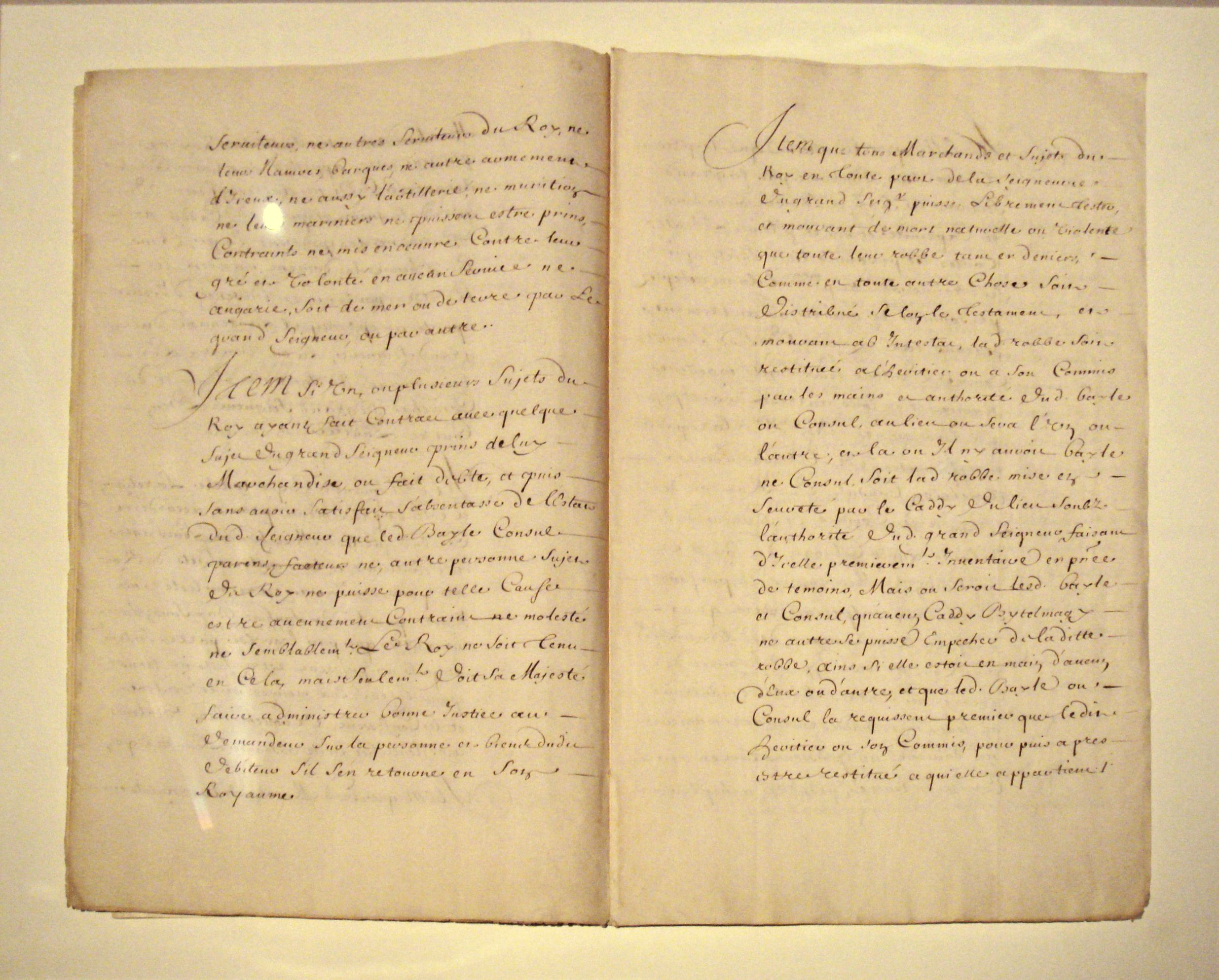
Borrador del Tratado de 1536 negociado entre Jean de La Forêt e Ibrahim Pasha, unos días antes de su asesinato, ampliando a todo el Imperio Otomano los privilegios recibidos en Egipto de los mamelucos antes de 1518.

Jean de La Forêt, también conocido como Jean de La Forest o Jehan de la Forest (m. Constantinopla, 1537), fue el primer embajador francés oficial en el Imperio Otomano, sirviendo desde 1534 hasta 1537. Antonio Rincón lo había precedido como enviado al Imperio Otomano de 1530 a 1533. Cuando Jean de La Forêt murió en Constantinopla en 1537, fue sucedido por Antonio Rincón como embajador oficial.

## Embajada al Imperio Otomano

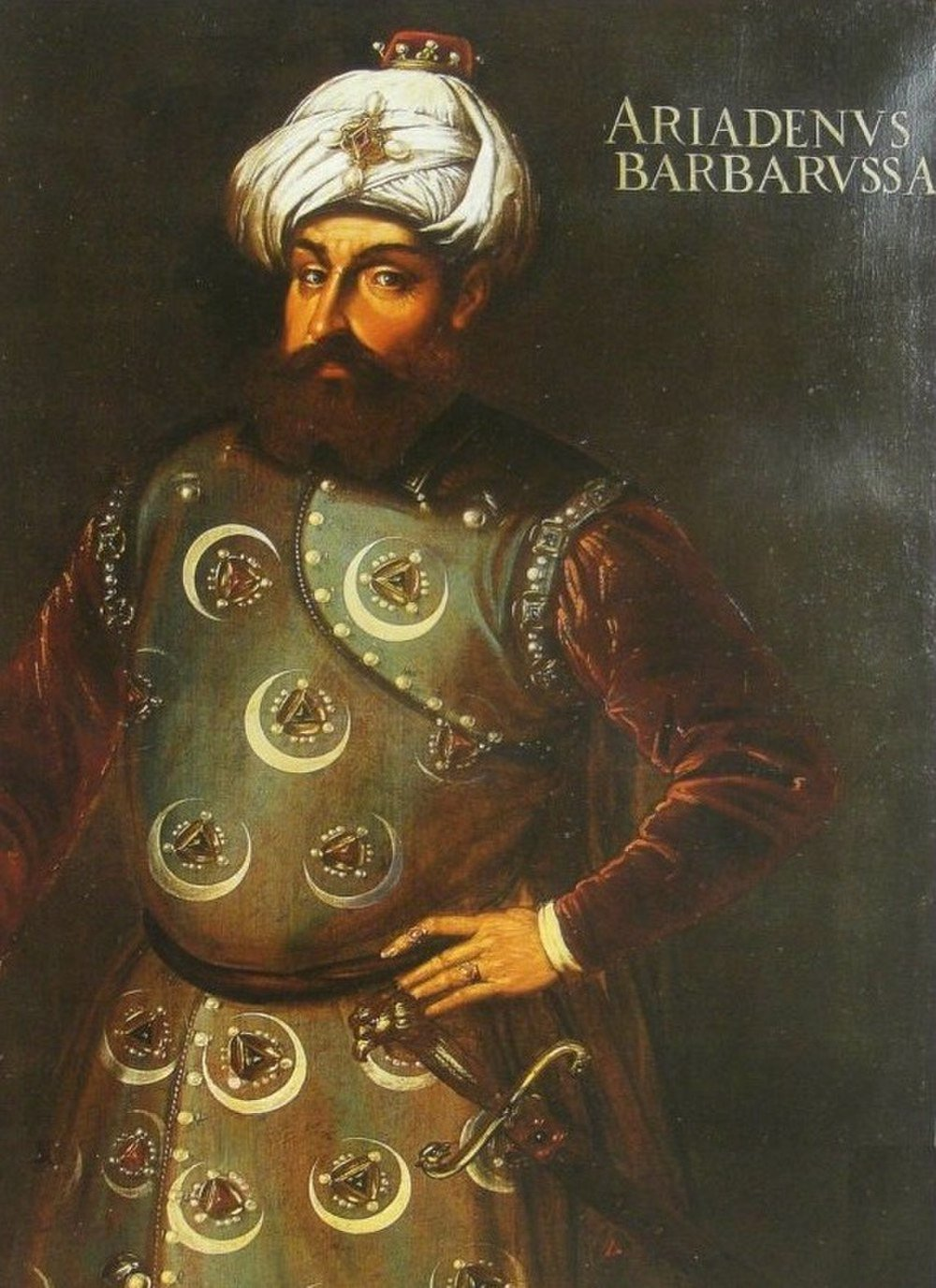
Jean de La Forêt negoció con Hayreddin Barbarroja en 1534.

Jean de La Forêt partió junto con la embajada otomana que regresaba a Francia. De camino a Constantinopla, Jean de La Forêt llegó por primera vez en el norte de África, donde ofreció a Jeireddín Barbarroja cincuenta barcos y suministros a cambio de ayuda contra Génova. También pidió a Barbarroja que asaltara las costas de España "con toda clase de técnicas de guerras".
Jean de La Forêt llegó a la capital otomana en mayo de 1534, acompañado por su primo Charles de Marillac y el erudito Guillaume Postel, y trató de ejercer influencia francesa en los asuntos otomanos. Acompañó a Suleimán a Azerbaiyán en la guerra otomano-sáfavida contra Persia, hasta que finalmente regresaron juntos a Constantinopla a principios de 1536.
Jean de La Forêt recibió instrucciones de buscar privilegios comerciales, así como arreglos religiosos y acuerdos militares entre Francia y el Imperio Otomano. De La Forêt también había recibido instrucciones de Francisco I de obtener "un millón en oro, lo que no será ningún inconveniente para el Gran Señor". A cambio, Francisco I propuso en sus instrucciones a La Forêt: un embajador, un tratado perpetuo de alianza, comercio y una promesa "de callar a todo el cristianismo, sin guerra contra él... en una paz universal", debilitando a Carlos V "hasta que no pueda resistir más". 
Jean de la Foret también tenía instrucciones militares secretas para organizar una ofensiva combinada en Italia en 1535:

Jean de la Forest, a quien el Rey envía a reunirse con el Gran Señor Solimán el Magnífico [Solimán el Magnífico], irá primero de Marsella a Túnez, en Berbería, para conocer al señor "Haradin", rey de Argel, quien lo dirigirá al Gran Señor. Con este objetivo, el próximo verano, él [el Rey de Francia] enviará la fuerza militar que se está preparando para recuperar lo que ocupaba injustamente el Duque de Saboya, y desde allí, atacar a los genoveses. Este rey Francisco I reza fuertemente al señor Haradin, que tiene una poderosa fuerza naval, así como una ubicación conveniente [Túnez], para atacar la isla de Córcega y otros tierras, lugares, ciudades, barcos y súbditos de Génova, y no detenerse hasta que hayan aceptado y reconocido al rey de Francia. El Rey, además de la fuerza terrestre mencionada, también ayudará con su fuerza naval, que incluirá al menos 50 embarcaciones, de las cuales 30 galeras, y el resto carracas y otras embarcaciones, acompañadas de una de las carracas más grandes y hermosas que jamás haya existido en el mar. Esta flota acompañará y escoltará al ejército del señor Haradin, que también será refrescado y provisto de víveres y municiones por parte del Rey, quien, mediante estas acciones, podrá lograr sus fines, para lo cual será muy agradecido con el señor "Haradin".

Al Gran Signor, el señor de La Forest debe pedir 1 millón en oro, y que su ejército entre primero en Sicilia y Cerdeña y establezca allí un rey que La Forest nominará a una persona que tenga crédito y conozca bien estas islas que conservará en la devoción y bajo la sombra y apoyo del Rey [de Francia].
Instrucción militar de Francisco I a La Forêt, 1535.

A través de las negociaciones de La Forêt con el gran visir Pargali Ibrahim Pasha se acordó que se llevarían a cabo operaciones militares combinadas contra Italia, en las que Francia atacaría Lombardía mientras que el Imperio Otomano atacaría desde Nápoles.

### Tratado franco-turco de 1536

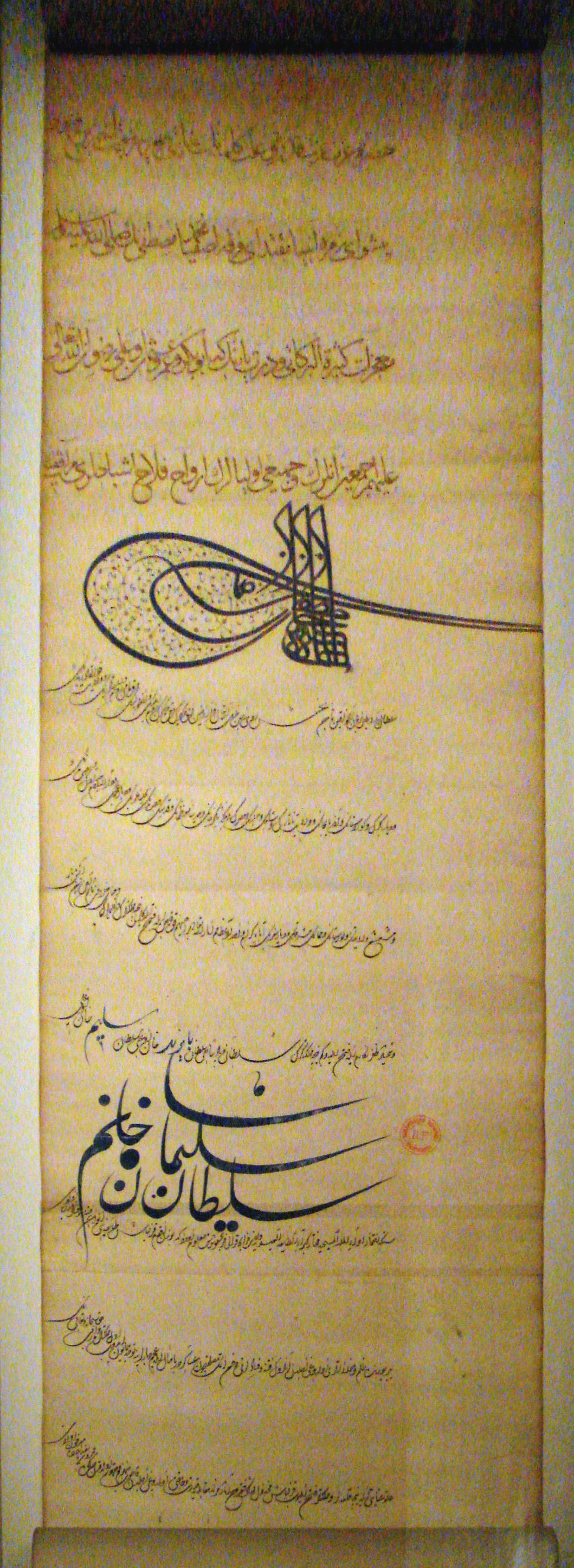
Carta de Suleiman a Francisco I en 1536, informándole a Francisco I de la exitosa campaña de Irak y reconociendo la embajada francesa permanente de Jean de La Forest en la corte otomana.

En febrero de 1536, De la Forêt obtuvo la firma de un tratado comercial denominado Capitulaciones (del que solo se ha recuperado un borrador), que fue la base de la influencia francesa en el Imperio Otomano y el Levante hasta el siglo XIX. Solimán aparentemente tenía algunas dudas sobre el compromiso francés, expresando: "¿Cómo puedo tener confianza en él? Siempre ha prometido más de lo que puede cumplir", refiriéndose a la falta de compromiso francés en 1534-1535, cuando Túnez fue finalmente reconquistada por Carlos V, pero sin embargo aceptó la alianza tras la invasión de Piamonte por parte de Francisco I a principios de 1536.
El tratado franco-turco de 1536 permitió que los franceses en el Imperio Otomano fueran juzgados por sus propias leyes, en un tribunal consular francés (un estatus que ya se había otorgado a los venecianos), exención de la yizia y concesiones comerciales. Este tratado ofrecía garantías (especialmente extraterritorialidad) que se convertirían en modelo para futuros "tratados desiguales" entre potencias europeas y asiáticas. Con este acuerdo, los tribunales de justicia, las iglesias y los objetos de valor franceses seguirían siendo extraterritoriales en el Imperio Otomano. En cierto sentido, las posesiones francesas en el Imperio Otomano se convertirían en las primeras posesiones extranjeras de la Corona francesa, efectivamente colonias de la Corona francesa. El protectorado francés también se extendió a los Santos Lugares de Jerusalén, en ese entonces en la Palestina otomana. En 1620, un tercio del comercio exterior de Francia se realizó con el Imperio Otomano.
En realidad, el tratado comercial era una especie de fachada propiciada por De La Forêt, cuyo papel principal era en realidad coordinar la colaboración y alianza militar entre Francia y el Imperio Otomano. Sin embargo, el tratado comercial se volvería prominente a partir de la segunda mitad del siglo XVI.
Una vez que se aseguró el tratado con los turcos, Francisco I invadió Saboya en 1536, iniciando la Guerra de Italia de 1536-1538. Una flota franco-turca estaba estacionada en Marsella a fines de 1536, amenazando con invadir Génova. En 1537, Hayreddin Barbarroja asaltó la costa italiana y puso sitio a Corfú, aunque esto solo proporcionó ayuda limitada a los franceses. Con Carlos V sin éxito en la batalla y apretujado entre los invasores franceses y los otomanos, Francisco I y Carlos V finalmente hicieron las paces en la Tregua de Niza, el 18 de junio de 1538. La Forêt murió en Constantinopla al año siguiente. Carlos V volvería sus esfuerzos contra los otomanos, solo para perder la batalla de Preveza el 28 de septiembre de 1538.
El visir murió poco después de que se firmara el tratado en 1536, y existen dudas de que el tratado fue ratificado formalmente en este momento, ya que solo se ha encontrado un borrador archivado. El tratado de la alianza entre Francia y el Imperio Otomano finalmente sería ratificado más tarde en 1569 a través del embajador Claude du Bourg. Solimán, sin embargo, respetó el contenido del acuerdo y lanzó sus ejércitos a la espera de la ofensiva francesa.

### Misión científica
Jean de La Forêt estuvo acompañado en su embajada por el lingüista y escritor francés Guillaume Postel, quien dirigió la investigación científica de la misión, e hizo un relato extremadamente positivo respecto a la civilización otomana y sus sistemas educativos, judiciales y de bienestar en su obra De Orbis terrae concordia libri quattuor.